# Fort Yates
Fort Yates é uma cidade localizada no estado norte-americano da Dakota do Norte, no Condado de Sioux. Foi fundada em 1903 e é a sede do Condado de Sioux.

## Geografia
De acordo com o United States Census Bureau, a cidade tem uma área de 0,16 km², onde todos os 0,16 km² estão cobertos por terra.

### Localidades na vizinhança
O diagrama seguinte representa as localidades num raio de 36 km ao redor de Fort Yates.

## Demografia
Segundo o censo nacional de 2010, a sua população é de 184 habitantes e sua densidade populacional é de 1 184,05 hab/km². É a cidade mais densamente povoada da Dakota do Norte. Possui 73 residências, que resulta em uma densidade de 469,76 residências/km².